# وليام هول
وليام هول (بالإنجليزية: William Hall (governor))‏ (و. 1775 – 1856 م) هو سياسي من الولايات المتحدة الأمريكية ولد في مقاطعة سوري (كارولاينا الشمالية).
وهو عضو في الحزب الديمقراطي الأمريكي .